# روبرتو لسان
روبرتو لسان (اسپانیایی: Roberto Lezaun‎؛ زادهٔ ۲۳ ژوئیهٔ ۱۹۶۷ ‏(۵۷ سال)) دوچرخه‌سوار اهل اسپانیا است.